# Северный регион (Бразилия)

Северный регион на карте.

Северный регион (порт. Região Norte do Brasil) — административно-статистический регион в Бразилии. Входит в геоэкономический регион Амазонас. Население составляет 15 020 000 человек (на 2005 год). Занимает площадь 3 869 637 км², это почти половина площади Бразилии. Плотность населения — 3,77 чел./км².

## Статистика
- Валовой внутренний продукт на 2005 составляет 106.522.233 реалов (данные: Бразильский институт географии и статистики).
- Валовой внутренний продукт на душу населения на 2005 составляет 7.247 реалов (данные: Бразильский институт географии и статистики).
- Индекс развития человеческого потенциала на 2005 составляет 0,790 (данные: Программа развития ООН).

## Галерея

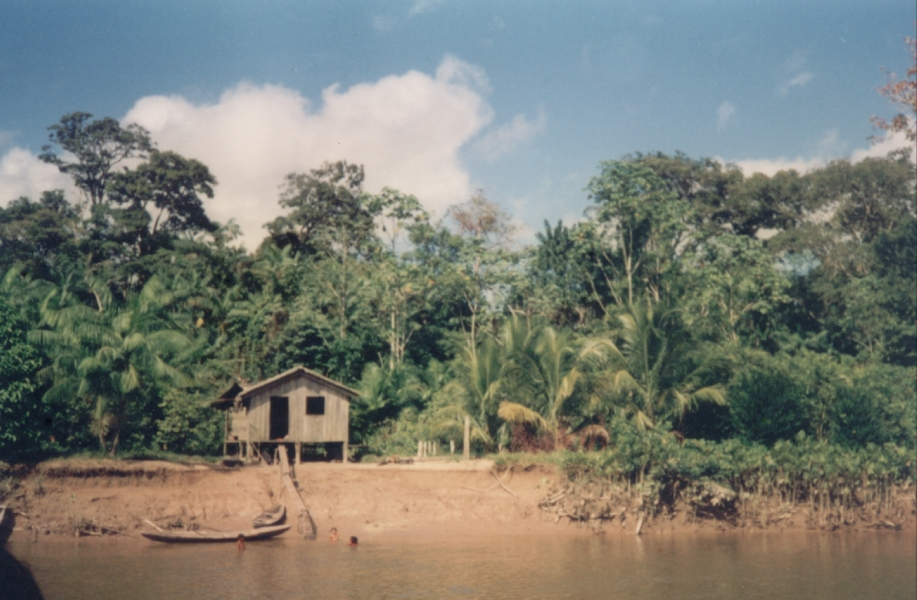
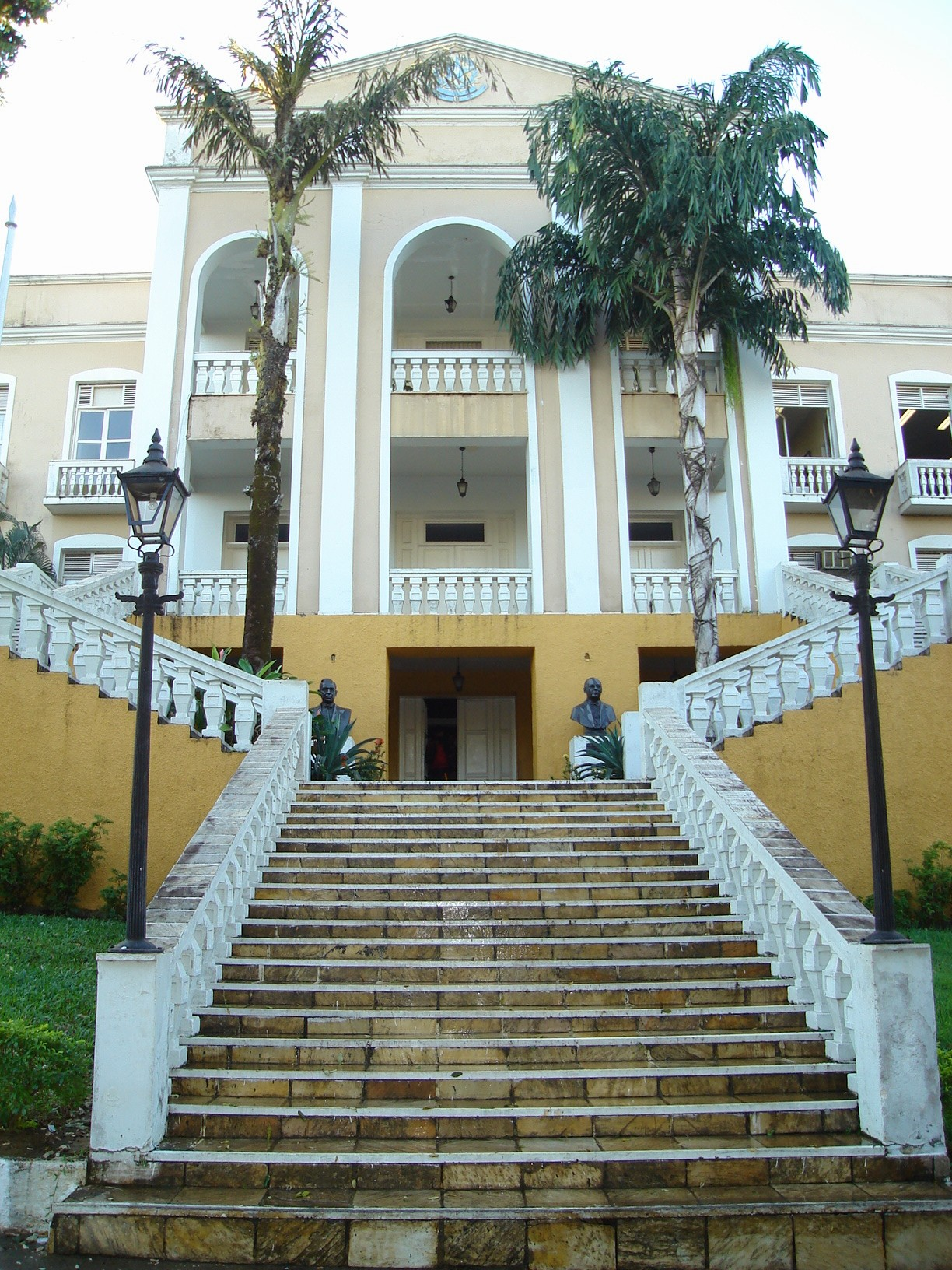
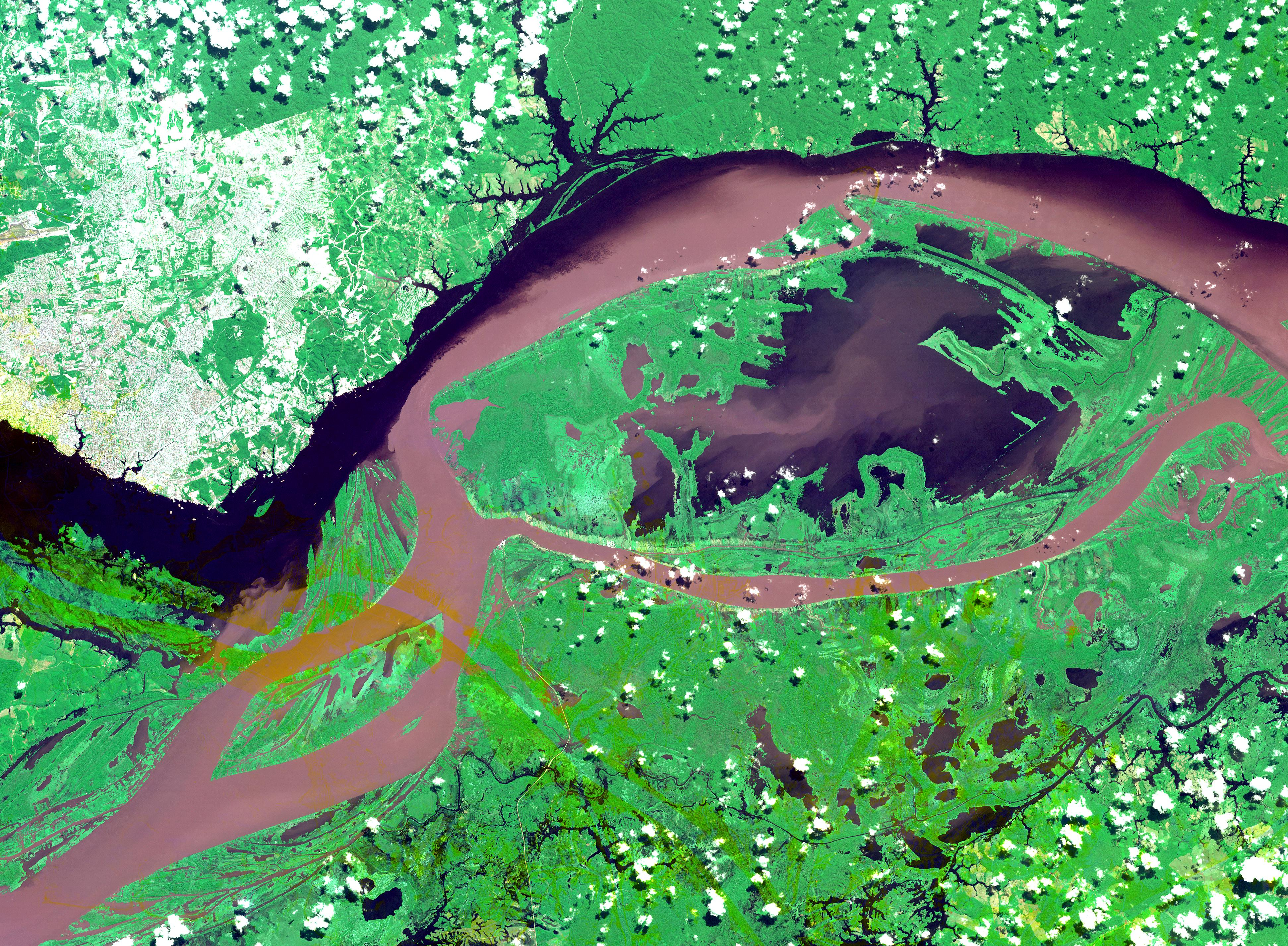
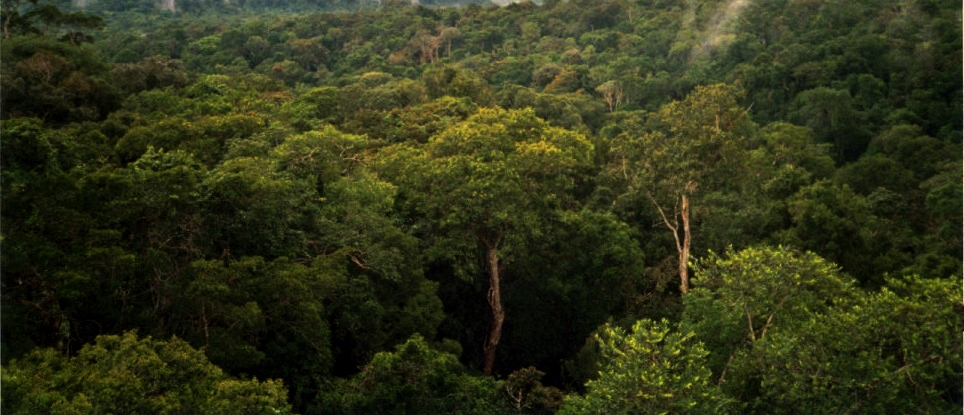
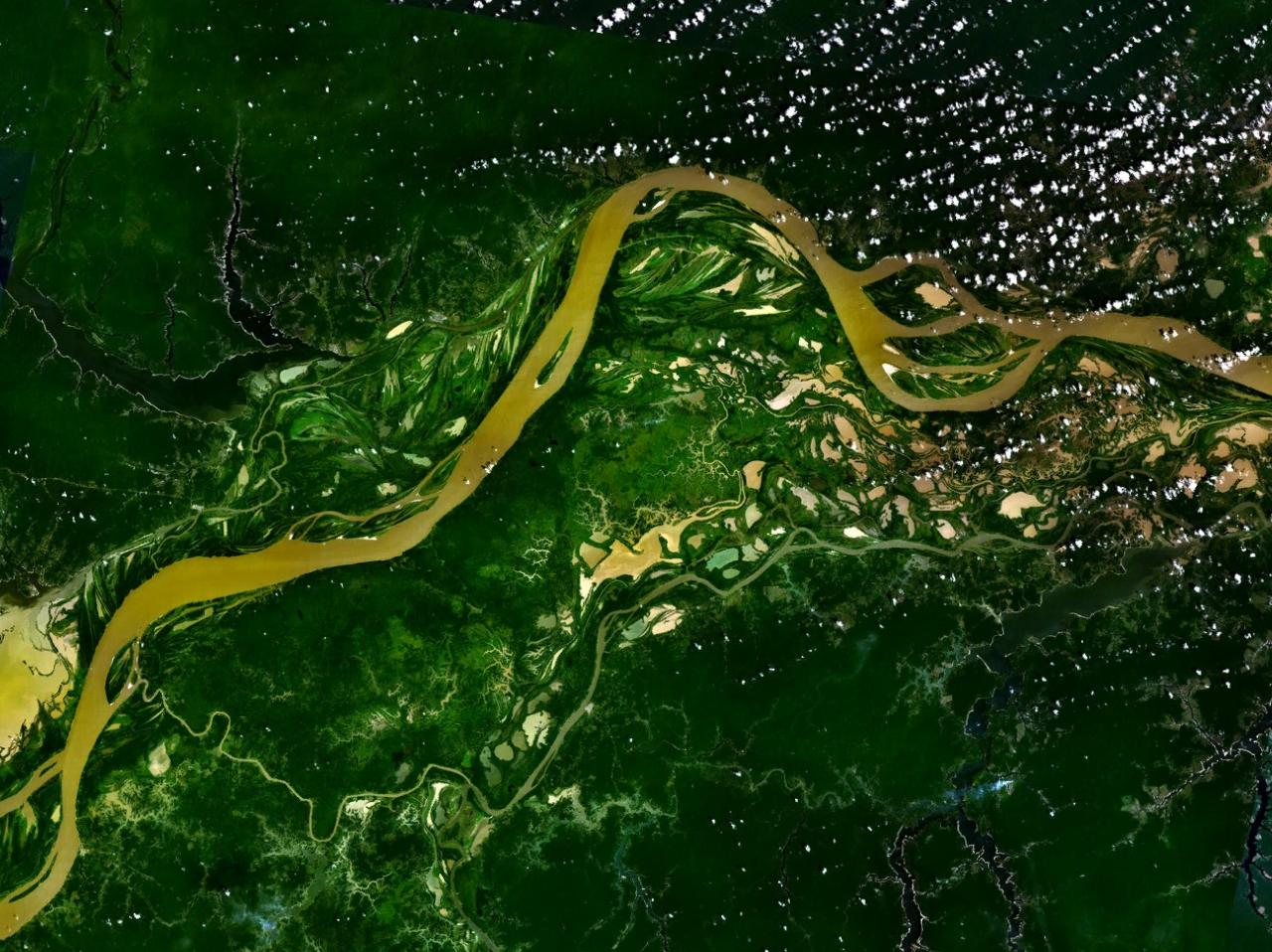
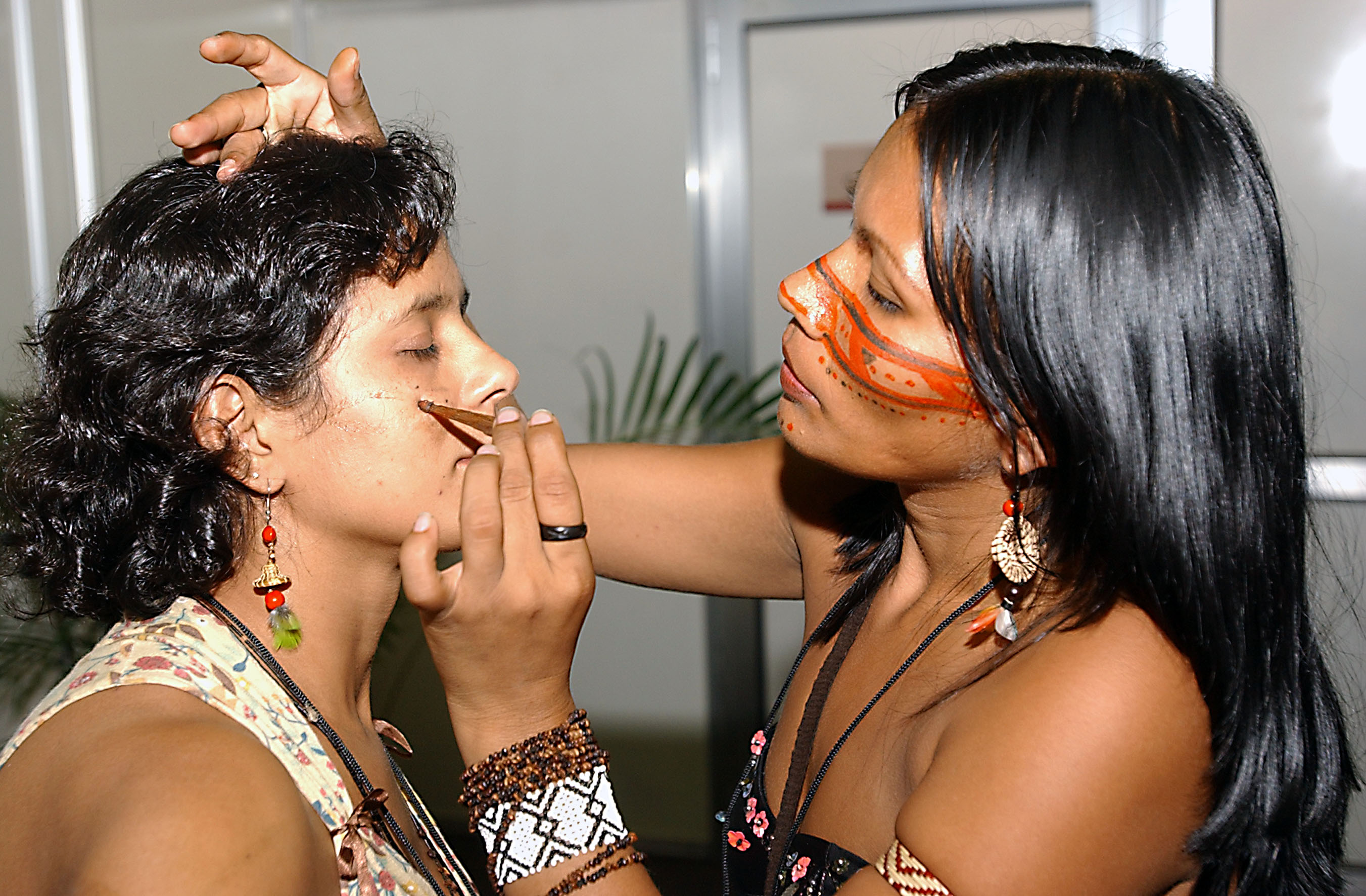
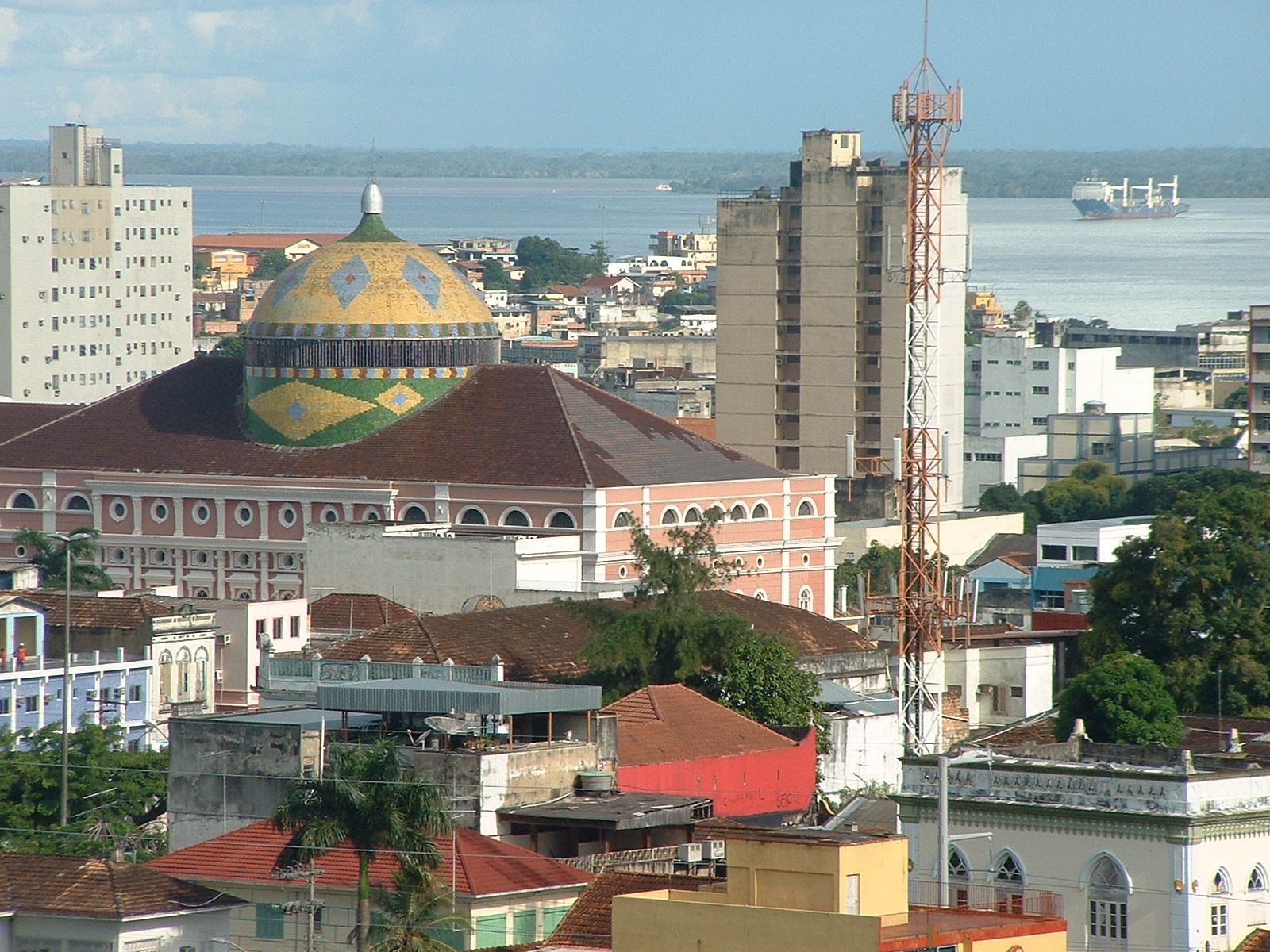
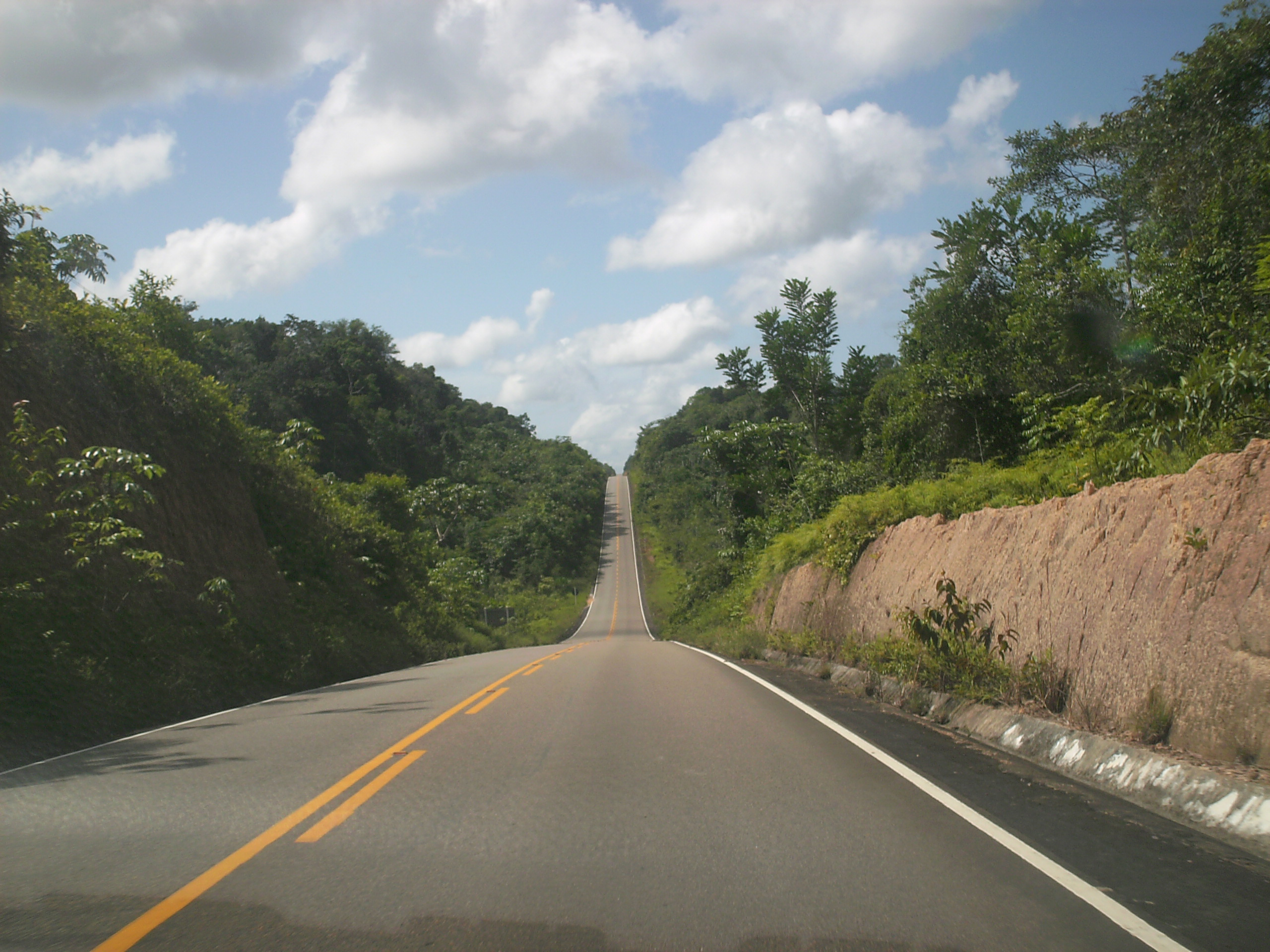
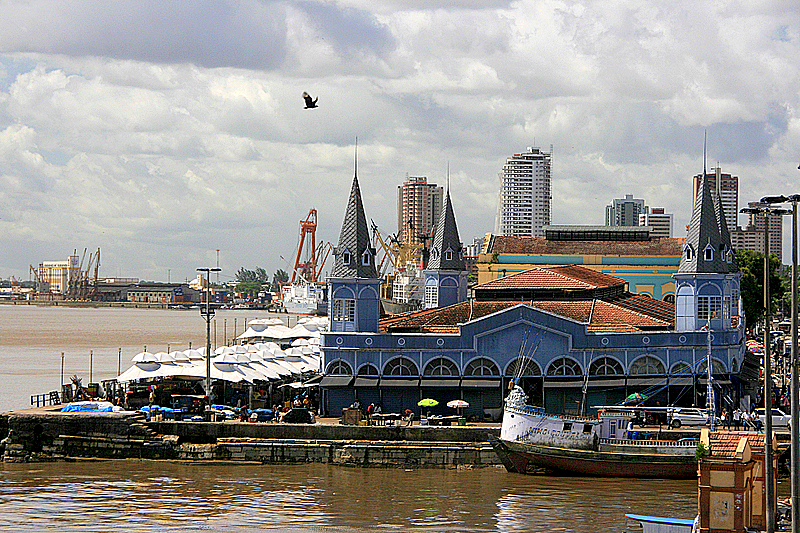
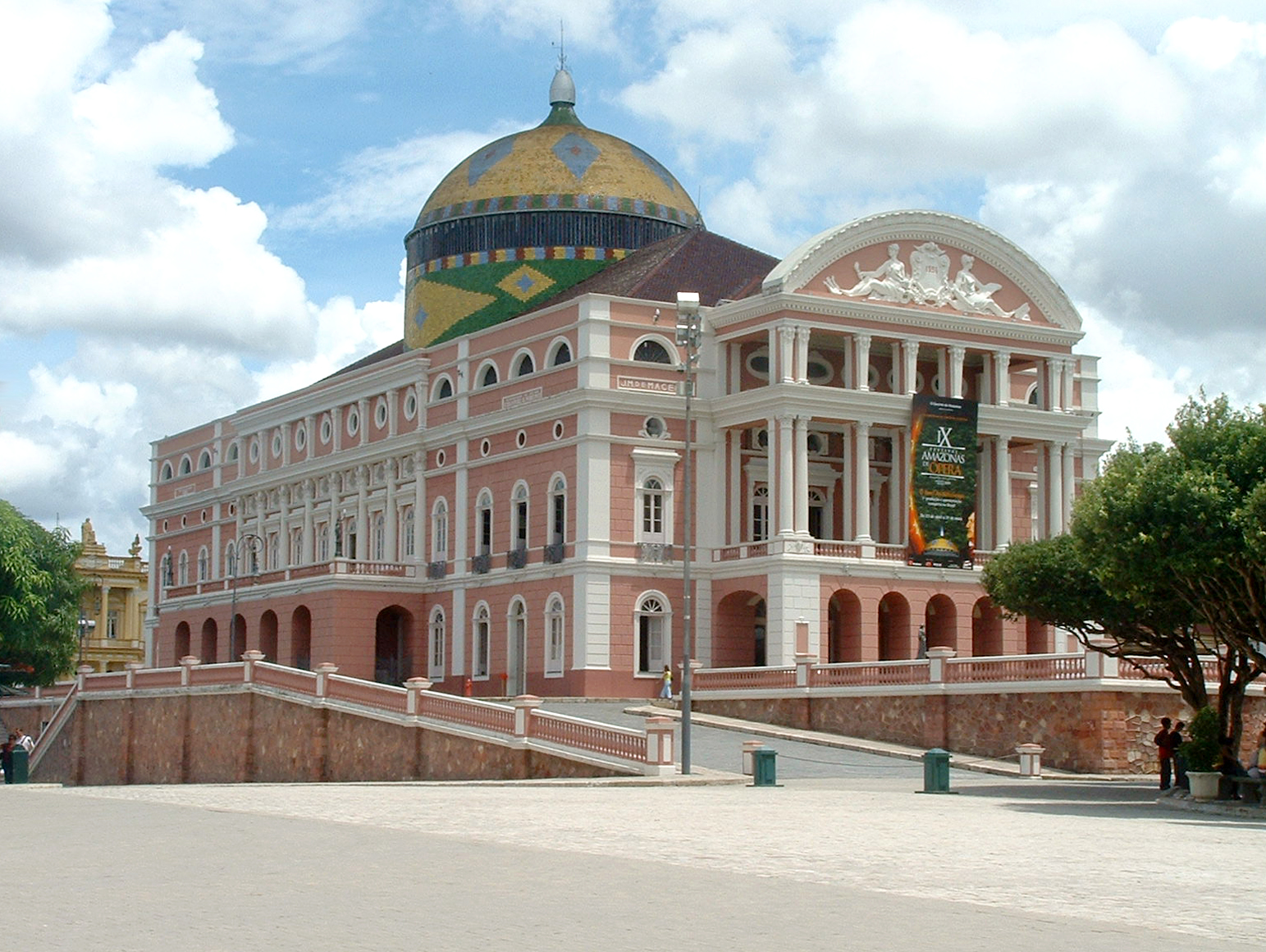

## Состав региона
В регион входят следующие штаты:
1. Акри
2. Амазонас
3. Амапа
4. Пара
5. Рондония
6. Рорайма
7. Токантинс